# 細江茂樹
細江 茂樹（ほそえ しげき、1953年 - 2022年 <令和4年> 9月30日）は、日本の政治家。岐阜県下呂市金山町出身。元岐阜県加茂郡白川町町長、白川町議会議員、不動産業経営。旭日単光章受章。

## 人物・経歴
- 1975年3月　岐阜経済大学（現・岐阜協立大学）経済学部卒業
- 2003年～　  白川町議会議員初当選。5期歴任。議長、副議長を歴任
- 2021年8月　白川町長就任[3]
- 2022年7月　病気療養のため、町長を辞職
- 2022年9月　死去

## 政策（マニフェスト）
【5本の柱】（マニフェスト）
- 儲かる農業、儲かる林業を柱とした豊かなまちづくり
- 子育教育教育環境の充実したまちづくり
- 人生100年時代に向けた福祉のまちづくり
- 安心・安全を基本とした持続可能なまちづくり
- 情報公開と広聴による町民主体の自立したまちづくり

## 栄典
死没日付をもって旭日単光章を受章した